# Cavadxanlı
Cavadxanlı è un comune dell'Azerbaigian situato nel distretto di İmişli. Conta una popolazione di 1 097 abitanti.